# Catarina da Áustria (1320–1349)
Catarina da Áustria (em alemão:  Katharina; 9 de fevereiro de 1320 – 28 de setembro de 1349) foi uma nobre austríaca. Ela foi senhora de Coucy pelo seu primeiro casamento com Enguerrando VI de Coucy.

## Família
Catarina foi a filha primogênita de Leopoldo I, Duque da Áustria e de Catarina de Saboia. Os seus avós paternos eram o rei Alberto I da Germânia e de Isabel de Gorizia-Tirol. Os seus avós maternos eram Amadeu V de Saboia e Maria de Brabante.
Ela teve apenas uma irmã mais nova, Inês da Áustria, Duquesa de Świdnica.

## Biografia
Quando seu pai faleceu em 1326, as custódias de Catarina e Inês passaram paras seus tios paternos, Frederico, o Belo e o duque Alberto II da Áustria.
Em 25 de novembro de 1338, na cidade de Valenciennes, foi assinado o contrato de casamento da jovem de 18 anos com Enguerrando VI, filho de Guilherme, Senhor de Coucy e Marle e de Isabel de Châtillon-Saint-Pol. O casal teve apenas um filho, Enguerrando VII.
Enguerrando faleceu na Batalha de Crécy, parte da Guerra dos Cem Anos, em 26 de agosto de 1346.
Algum tempo depois, Catarina casou-se com Conrado, Conde de Hardegg e Burgrave de Magdeburgo, em fevereiro 1348. Contudo, o casamento durou pouco tempo, pois ele foi vítima da peste negra, vindo a óbito em 25 de setembro de 1349.
A nobre morreu logo depois do marido, em 28 de setembro, e foi sepultada no Mosteiro de Königsfelden, em Windisch, na atual Suíça.

## Descendência
- Enguerrando VII de Coucy (1340 – 18 de fevereiro de 1397), foi primeiro casado com a princesa Isabel de Inglaterra, com quem teve dois filhos, e mais tarde, foi marido de Isabel da Lorena, com quem teve uma filha. Foi capturado na Batalha de Nicópolis contra o Império Otomano, em 1396, e morreu em Bursa, na atual Turquia.